# Самныа
Самныа (лаос. ຊຳເໜືອ, «северное болото») — город в Лаосе, административный центр провинции Хуапхан. Население — 56 900 человек (по переписи 2015 года). Расположен на плато Нонгкханг и стоит на реке Сам.

## Транспорт
Ранее Самныа обслуживался аэропортом Натонг, однако город разросся, окружив аэропорт, из-за чего его нельзя было расширить. На замену старому аэропорту в 2023 году был достроен новый — Нонгкханг (ИАТА: NEU, ИКАО: VLNK), с которого осуществляются регулярные рейсы в Вьентьян.

## Интересные факты
Недалеко от Самныа находятся пещеры Вьенгсай, которые использовались в качестве базы для коммунистической армии, сражавшейся с лаосскими роялистами. Правительство Лаоса планирует использовать пещеры в качестве объекта туризма.